# 铃木弘
铃木弘（日语：／ Suzuki Hiroshi，1933年9月18日—），日本男子游泳运动员。他在1952年夏季奥林匹克运动会中，参加了男子4×200米自由式接力比赛并获得银牌。他也参加了1954年亚洲运动会。